# Caterinovca
Caterinovca (in russo Катериновка)  è un comune della Moldavia controllato dalla autoproclamata repubblica di Transnistria. È compreso nel distretto di Camenca ed ha 1.600 abitanti al censimento del 2004

## Località
Il comune è formato dall'insieme delle seguenti località:
- Caterinovca (Катериновка)
- Sadchi (Садки).